# Calymperes gardneri
Calymperes gardneri là một loài rêu trong họ Calymperaceae. Loài này được Hook. mô tả khoa học đầu tiên năm 1819.